# Partit Social Demòcrata
|  | Aquest article tracta sobre els partits espanyols dels anys 1970. Vegeu-ne altres significats a «Partit Social Demòcrata (2005)». |

Partit Social Demòcrata (PSD) fou un partit polític espanyol de centreesquerra fundat el 1976 per Francisco Fernández Ordóñez i Rafael Arias Salgado Montalvo. El 1978 es va integrar en UCD, encara que quan el 1981 es va dissoldre la UCD molts dels seus membres (entre ells, Fernández Ordóñez), es van passar al PSOE. D'altra banda, el nom i les sigles foren adoptades el 1979 per un nou partit liderat per José Ramón Lasuén Sancho i Tomás Miraveta Martínez, també de curta durada.